# Isjenbaj Kadirbekov

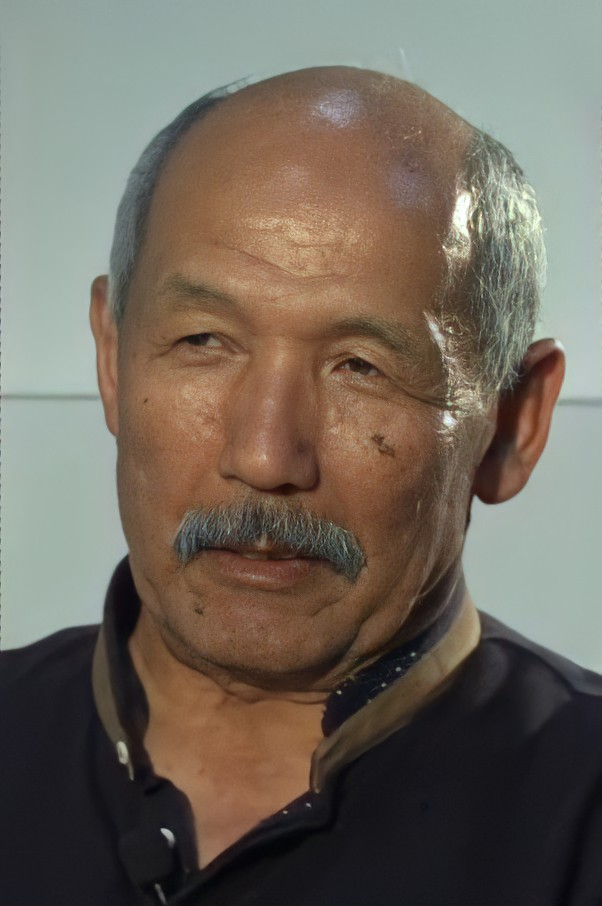
Isjenbaj Kadirbekov in 2017

Isjenbaj Duysjonbijevitsj Kadirbekov (Naryn, 16 juli 1949) is een Kirgizisch staatsman. Na de Tulpenrevolutie, waarbij president Askar Akajev op 24 maart 2005 werd afgezet, nam Kadirbekov het interim-presidentschap voor één dag op zich.

## Biografie
Kadirbekov was aanvankelijk lid van de regering van president Akajev en was zelfs vice-president en hoofd van de Staatsveiligheidsdienst. In 2000 werd hij echter gearresteerd en veroordeeld. Na zijn vrijlating werd hij een van de belangrijkste oppositieleiders en voorzitter van de SDPK.
Bij de parlementsverkiezingen van februari 2005 was hij kandidaat voor het kiesdistrict 33 van de stad Naryn. Bij de eerste ronde op 25 februari werd hij tweede. De tweede - en beslissende - zou op 13 maart plaatsvinden. Echter, 6 dagen voor de tweede verkiezingsronde, oordeelde een rechtbank dat hij niet mee mocht doen aan de verkiezing. Het gevolg was dat een pro-regeringskandidaat voor district 33 van de stad Naryn in het parlement werd gekozen. Kadirbekov sloot zich na zijn uitsluiting aan bij de opstandelingen in het zuiden van het land.
Na de val van president Askar Akajev op 24 maart 2005, annuleerde het Hooggerechtshof de verkiezingsuitslag en stelde nieuwe parlements- en presidentsverkiezingen in het vooruitzicht. Het parlement benoemde Kadirbekov tot waarnemend president. Dit besluit was omstreden, daar Koermanbek Bakijev zichzelf als interim-president en waarnemend premier zag. Bakijev trok een dag later definitief het presidentschap naar zich toe.
Askar Akajev · Koermanbek Bakijev · Roza Otoenbajeva · Almazbek Atambajev · Sooronbaj Zjeenbekov · Sadyr Zjaparov